# 6948 Gounelle
6948 Gounelle è un asteroide della fascia principale. Scoperto nel 1981, presenta un'orbita caratterizzata da un semiasse maggiore pari a 2,3961285 UA e da un'eccentricità di 0,1573167, inclinata di 2,58921° rispetto all'eclittica.